# Kleope Malatesta
Kleope Malatesta (zm. 18 kwietnia 1433) – włoska arystokratka, kuzynka papieża Marcina V, żona Teodora II Paleologa. 

## Życiorys
Wywodziła się z Pesaro, gdzie panowała boczna linia hrabiów Rimini, związanych z Państwem
Kościelnym. Brat Kleopy, Pandulf Malatesta, dzierżył w imieniu papieża arcybiskupstwo Patras, położone w łacińskiej części Peloponezu. 
Jej małżeństwo (1420) z Teodorem II było zaaranżowane przez papieża. Zachowanie wiary katolickiej było warunkiem ślubu. Kleopa Malatesta została jednak nakłoniona do przyjęcia prawosławia. W 1442 córka Kleopy i Teodora II Paleologa, Helena wychowana w religii prawosławnej - poślubiła Jana II Lusignana, króla Cypru. 